# Борид молибдена
Борид молибдена — неорганическое соединение металла молибдена и бора с формулой MoB,
серые кристаллы,
не растворимые в воде.

## Получение
- Нагревание в атмосфере водорода молибдена и бора:

{\displaystyle {\mathsf {Mo+B\ {\xrightarrow {1500-1600^{o}C}}\ MoB}}}
- Нагревание в атмосфере водорода молибдена и смеси оксида и карбида бора:

{\displaystyle {\mathsf {14Mo+B_{2}O_{3}+3B_{4}C\ {\xrightarrow {2000^{o}C}}\ 14MoB+3CO}}}

## Физические свойства
Борид молибдена образует серые кристаллы двух модификаций:
- α-MoB, кубические кристаллы, устойчивы до 2000°С;
- β-MoB, ромбические кристаллы, устойчивы выше 2000°С до температуры плавления 2180°С.

Не растворяется в воде.

## Применение
- Компоненты кермитов.